# Crustospathula
Crustospathula — рід грибів родини Ramalinaceae. Назва вперше опублікована 1998 року.

## Класифікація
До роду Crustospathula відносять 4 види:
- Crustospathula amazonica
- Crustospathula cartilaginea
- Crustospathula khaoyaiana
- Crustospathula macrocarpa